# With You (Dotan)
With You è un singolo del cantante Dotan, estratto dall'album in studio Satellites, pubblicato il 9 luglio 2021.

## Video musicale
Il video musicale, diretto da Franklin & Marchetta. è stato pubblicato il 29 maggio 2021.

## Tracce
1. With You – 3:44